# Eudoxius von Antiochia
Eudoxius von Antiochia (* ca. 300 in Arabissus (Kappadokien); † 370 in Konstantinopel) war von 360 bis 370 Erzbischof von Konstantinopel. Davor war er Bischof von Germanikeia (Kommagene) und von Antiochia. Er gehörte zu den einflussreichen „homöischen“ (arianischen) Bischöfen.
Eudoxius, vermutlich in Antiochia am Orontes ausgebildet, wurde nach 330 Bischof von Germanicia (Kommagene) in Armenien, etwas später auch Anhänger einer im Osten des Römischen Reiches dominierenden theologischen Strömung in Nachfolge des Origenes, der sogenannten ‚origenistischen Mittelgruppe‘, zu welcher auch Eusebius von Nikomedia gezählt werden kann. Er nahm an der Synode von Antiochia (341), am Konzil von Serdica 343 und am Konzil von Mailand (355) (wo er einen Brief von Eusebius von Vercelli überbrachte) teil. In Sirmium wirkte Eudoxius an der 2. sirmischen Formel mit und wurde schließlich 358 Nachfolger des Bischofs Leontios von Antiochia. Nach Unterstützung der vermeintlichen ‚Neu-Arianer‘ Aëtios von Antiochia und Eunomius in den ersten Monaten 358 wurde Eudoxius auf Betreiben des Basilius von Ancyra von Kaiser Constantius II. nach Protesten als Bischof von Antiochia abgesetzt und in seine armenische Heimat zurückgeschickt. Kurze Zeit später konnte er offenbar zurückkehren und trat bereits wieder während der Synode von Seleucia (359) auf, wo er dann die „homöische“ Erklärung des Acacius von Caesarea unterzeichnete, dessen Gruppe jedoch den Streit gegen die „Homöusianer“ um Silvanus von Tarsus, Eleusius von Kyzikos und Basilius von Ancyra verlor, woraufhin Eudoxius zunächst abgesetzt wurde. Eudoxius wurde dann aber am 27. Januar 360 als Bischof von Konstantinopel eingesetzt.
Eudoxius taufte 366 Kaiser Valens und beeinflusste wohl dessen Kirchenpolitik, die das homöische Glaubens-Bekenntnis von 360 aus der Zeit Constantius’ II. wieder zu Alleingeltung brachte. Laut Sozomenos sollen in den folgenden Jahren besonders durch Gegner des Bekenntnisses von Nicäa abgesetzte Bischöfe, die Petitionen zu ihrer Wiedereinsetzung vor den Kaiser bringen wollten, an Eudoxius weitergeleitet worden sein mit der Maßgabe, sich dessen Urteil zu unterwerfen oder in die Verbannung zu gehen. Selbst die Synode von Tarsus, die einen breiteren, von Rom unterstützen Konsens im Sinne des Ersten Konzils von Nicäa behandeln sollte, habe Eudoxius noch kaiserlich verbieten lassen. Die Konflikte reichten über den Tod des Eudoxius 370 ebenso hinaus, wie das kaiserliche Verfahren der Einflussnahme: Der unter nizänischem Einfluss zum Nachfolger des Eudoxius geweihte Euagrios wurde von Valens verbannt, die nizänische Partei, als sie ablehnte, den vom Kaiser gewünschten „Homöer“ Demophilos zu wählen, scharf verfolgt.